# NGC 6487
NGC 6487 is een elliptisch sterrenstelsel in het sterrenbeeld Hercules. Het hemelobject werd op 28 juli 1880 ontdekt door de Franse astronoom Édouard Jean-Marie Stephan.

## Synoniemen
- UGC 11022
- MCG 5-42-8
- ZWG 171.14
- PGC 61039